# Trappola mortale (narrativa)
La trappola mortale è un tema ricorrente in molti generi di narrativa (soprattutto d'azione) in cui il cattivo, dopo aver catturato l'eroe o un altro personaggio positivo, sceglie di ucciderlo in un modo particolarmente elaborato, per esempio intrappolandolo in qualche genere di marchingegno letale. Le modalità scelte per l'omicidio sono generalmente tali da prolungare l'agonia dell'eroe. Oltre a esprimere il sadismo del cattivo, il tema della trappola mortale serve come espediente narrativo per ottenere diversi scopi: oltre creare tensione drammatica e preparare il colpo di scena del salvataggio in extremis dell'eroe, infatti, esso fornisce le condizioni in cui il cattivo può recitare il proprio monologo, in cui rivela informazioni importanti all'eroe, confidando incautamente che queste informazioni non potranno essere usate contro di lui.

## Storia
L'espediente letterario della trappola mortale moderna è apparso e si è sviluppato nella fiction solo nel XX secolo, soprattutto attraverso cinema e fumetti. Un esempio ante litteram di "trappola mortale" si trova nel celebre racconto Il pozzo e il pendolo di Edgar Allan Poe (1842), in cui il protagonista si trova legato a un tavolo, minacciato da una lama fissata a un pendolo che oscilla sopra di lui, abbassandosi verso il suo petto a ogni oscillazione. Il racconto non descrive in modo specifico i carnefici del protagonista o le loro motivazioni, e quindi comprende solo alcuni degli elementi dello schema moderno.
Un antecedente molto più diretto della trappola mortale si trova nel cliché della damigella in pericolo legata ai binari della ferrovia, ampiamente utilizzato dall'operetta melodrammatica ottocentesca. L'immagine tipica associata a questa situazione comprende il cattivo che osserva attorcigliandosi soddisfatto i baffi, topos ripreso dai supercattivi dei fumetti e del cinema del novecento e dalla loro risata malvagia.
Nel XX secolo il tema della trappola mortale è stato popolare in praticamente tutte le forme di narrativa di intrattenimento, ma è associato in modo particolarmente caratteristico ai film di James Bond e ai fumetti dei supereroi. In questi contesti il cattivo è in genere uno scienziato pazzo o un genio del male, cosa che giustifica concettualmente la rappresentazione di congegni di morte particolarmente fantasiosi e affascinanti per il pubblico. Un esempio classico che riprende in parte le dinamiche classiche del Pozzo e il pendolo e della damigella legata sui binari è quello del film Goldfinger, in cui James Bond viene legato a un tavolo mentre un raggio laser gli si avvicina inesorabilmente, minacciando di tagliarlo a metà.

## Credibilità e motivazioni
Poiché la trappola mortale, di qualunque genere, appare razionalmente come un metodo inutilmente complesso di commettere un omicidio, questo espediente letterario è facilmente riconoscibile dal lettore come un cliché di genere (essenzialmente finalizzato a rendere possibile il salvataggio della vittima), e quindi poco credibile. Questa riconoscibilità può essere enfatizzata con intenti parodistici o metanarrativi; un esempio ben noto sono le improbabili macchinazioni del Dottor Male nella serie dei film di Austin Powers. Lo stesso Dottor Male introduce una delle sue invenzioni come una trappola da cui è facile fuggire e progettata per procurare una morte inutilmente complessa ed esotica. Il sito UltimateDisney.com ha ironizzato sulla scarsa credibilità del concetto della trappola mortale con la frase: perché qualcuno dovrebbe semplicemente uccidere i propri nemici quando può usare una trappola mortale alla Heath Robinson che prima o poi li ucciderà (purtroppo senza avere abbastanza tempo per vederli morire)?
Per rendere più credibile la situazione, l'autore può cercare di caratterizzare il personaggio del cattivo e delineare le sue motivazioni in modo da giustificarla. Le più comuni motivazioni che possono addotte per una trappola mortale sono quelle di ordine psicologico, innanzitutto il sadismo del cattivo (che desidera far "assaporare" all'eroe la sua imminente morte) e in secondo luogo la sua megalomania (che vuole dimostrare il proprio genio, o il proprio status di supercattivo, rifiutando di comportarsi come un criminale comune). Il cattivo potrebbe addirittura voler mettere l'eroe in condizioni di tentare di sfuggire alla morte in virtù di qualche forma di codice d'onore, oppure semplicemente per il divertimento di assistere ai tentativi dell'eroe di liberarsi (questo atteggiamento si trova in numerosi cattivi dei fumetti, per esempio Joker dei fumetti di Batman). Il cattivo può anche essere semplicemente troppo pazzo per non comprendere l'assurdità della sua macchinazione e i rischi che ne conseguono.

## Il monologo del cattivo
Il tema della trappola mortale è spesso accompagnato da quello del monologo del cattivo, in cui quest'ultimo, ormai convinto di aver sopraffatto il suo avversario, gli svela i propri piani. Anche in questo caso, la motivazione è spesso implicitamente legata al sadismo, ovvero al piacere che il cattivo prova a tormentare il suo prigioniero, ridotto all'impotenza, anticipandogli le proprie malefatte future e i loro catastrofici esiti. Anche il monologo stesso, come il meccanismo della trappola mortale, contribuisce a rimandare nel tempo l'uccisione del prigioniero e quindi creare l'occasione per la sua fuga o il suo salvataggio. Il film d'animazione della Disney Gli incredibili, parodia delle storie di supereroi, ha elaborato in modo particolare sul tema del monologo del cattivo, introducendo un verbo specifico, monologuing nell'originale inglese.